# Massey Drive
Massey Drive est un village situé sur l'île de Terre-Neuve dans la province de Terre-Neuve-et-Labrador au Canada. Le nom de la communauté était autrefois orthographié sous le forme d'Admiral's Beach. La communauté fut incorporée le 16 janvier 1968. En 2006, elle avait une population de 185 habitants.